# قتاد طويل الأسنان
القَتَاد طويل الأسنان (باللاتينية: Astragalus longidentatus) أو القتاد الموريتاني نوع نباتي عشبي من جنس القتاد.

## البيئة والانتشار
موطنه المغرب العربي وإسبانيا.

## مرادفات للاسم العلمي
- (باللاتينية: Astragalus mauritanicus Coss.)
- (باللاتينية: Astragalus pauciflorus Lázaro Ibiza)
- (باللاتينية: Tragacantha mauritanica (Coss.) Kuntze)
- (باللاتينية:                             							 								                             	Astragalus mauritanicus var. frankoi Širj.)